# Cheij El Avia Uld Mohamed Khouna
Cheij El Avia Uld Mohamed Khouna (1956) es un político de Mauritania. Fue primer ministro de Mauritania del 2 de enero de 1996 al 18 de diciembre de 1997, Ministro de Relaciones Exteriores a partir del 12 de julio de 1998 hasta el 16 de noviembre de 1998 y primer ministro de nuevo de 16 de noviembre de 1998 al 6 de julio de 2003 bajo el presidente Maaouya Ould Sid'Ahmed Taya; más tarde, de forma breve, fue de nuevo Ministro de Relaciones Exteriores en 2008.

## Biografía
Khouna nació en Amourj, Hodh el Charqui. Fue Director de la empresa argelino-mauritana Fishing Company de 1992 a 1993, luego se convirtió en Secretario General del Ministerio mauritano de Pesca en 1994. Posteriormente fue nombrado como Ministro de Pesca en 1995. Después de servir como primer ministro desde 1996 a 1997 y ser sustituido por Mohamed Lemine Ould Guig, pasó a ser Ministro Secretario General de la Presidencia en 1998 y Ministro de Relaciones Exteriores en el mismo año. Más tarde sirvió en un segundo período como primer ministro desde 1998 a 2003, sustituido por Sghaïr Ould M'Bareck.
En el gobierno del primer ministro Yahya Ould Ahmed El Waghef, formado el 11 de mayo de 2008, Khouna fue nombrado Ministro de Relaciones Exteriores. La inclusión de Khouna y otros que habían servido bajo el régimen de Uld Taya fue polémico. Este gobierno sólo sobrevivió durante dos meses, hasta el 15 de julio de 2008.